# Weissia dieterlenii
Weissia dieterlenii är en bladmossart som beskrevs av Thériot 1924. Weissia dieterlenii ingår i släktet krusmossor, och familjen Pottiaceae. Inga underarter finns listade i Catalogue of Life.